# ドラえもんのひみつ道具 (おさ-おの)
ドラえもんのひみつ道具 (おさ-おの) では、藤子・F・不二雄の漫画『ドラえもん』、『大長編ドラえもん』(VOL.1〜１7)、藤子・F・不二雄のその他の著作に登場するひみつ道具のうち、読みが「おさ」で始まるものから「おの」で始まるものまでを列挙する。

## おざしきゲレンデ
おざしきゲレンデは、「勉強べやの大なだれ」（てんとう虫コミックス第2巻に収録）に登場する。
トレッドミルのような道具。ベルトの上に登ってスキーの練習をする。体の方向を変えても機械がそれにあわせてくれるため、いくらでも滑ることができる。またオプションとして風景の立体映像を出したり周囲の温度を下げたりすることも可能。前者は外から映像内に突入したものも風景に含めるようになっており、本編中では押し入れから蒲団が落ちてくるのを立体映像が雪崩として表現した。なお、この道具はコンセントを使用しており、そこからプラグが抜けた場合、機能は停止する。

## おざしきつり堀
おざしきつり堀（おざしきつりぼり）は 、「勉強べやの釣り堀」（てんとう虫コミックス第12巻に収録）、「おざしき水族館」（てんとう虫コミックス第23巻に収録）、『ドラえもん のび太と鉄人兵団』に登場する。
ポスターのような形の道具。床に広げて使用する。広げられた面は、大部分を占めるスクリーンと脇に並んだ座標指定用のダイヤルやスイッチで構成されている。川や海などの水がある場所を座標で指定して選ぶと、選んだ場所と四次元を通じてつながってスクリーンが水面になり、そこにそのまま釣り糸を垂らして部屋の中でも気軽に釣りを楽しむことができる。
『のび太と鉄人兵団』では、スクリーンに「逆世界入り込みオイル」を使って大型の「入り込みミラー」として使用。

## おしおき銃
おしおき銃（おしおきじゅう）は、「ハンディキャップ」（てんとう虫コミックス第39巻に収録）に登場する。
「ハンディキャップ」（てんとう虫コミックス第39巻登場分）を利用して日本中を自分と同レベルにしようとしたのび太を止めるために用意された。銃の引き金を引くと銃口から光線が発射される。しかしのび太が自ら思いとどまって道具を返した為、使われる事はなかった。テレビアニメ第2作第1期でも同じ展開となるが、この銃自体に興味を示したのび太の態度に反省の色が見られなかった為、結局使用された。
名称の初出はテレビアニメ第2作第1期「ハンディキャップ」（てんとう虫コミックス第39巻収録「ハンディキャップ」のアニメ化作品。1986年10月10日放送、ビデオソフト未収録）より。

## おしかけ電話
おしかけ電話（おしかけでんわ）は、「おしかけ電話」（てんとう虫コミックス第5巻に収録）に登場する。
糸電話のように2つの筒を糸で繋いだ道具。片方の筒に向かって「もしもし」と言うと、言った人間の体がその筒に吸い込まれ、もう片方の筒から出る。この道具を仕掛けておくだけで、「もしもし」の一言であちこちを移動できることになる。糸の長さは、のび太の家からしずか、スネ夫、ジャイアンらの家に届くほど。
この道具の存在を知らずに、近くで本物の電話などで「もしもし」と言った場合でも道具が機能してしまう。

## おすそわけガム
おすそわけガムは、「おすそわけガム」（てんとう虫コミックス第11巻に収録）に登場する。
見た目は普通の板ガムだが、ただ食べただけでは味がせず、このガムを、1枚を複数人で分け合って食べておくと、誰かが飲食した物の味が「おすそ分け」として同じガムを食べた他の人の口にも伝わり、満腹感も得る。ただし、おすそ分けする方（送り手）は分けたガムの分量だけ味を薄く感じることとなる。作中ではスネ夫が食べたメロンをドラえもんとのび太がガムを使って味わった（受け手）が、直接メロンを食べたスネ夫にはいつもの3分の1くらいに味が薄く感じられた。
おすそ分けの効果は強制的に働くため、受け手が既に満腹だったり送り手が受け手の口に合わない物を飲食したりすると、受け手は苦しい思いをさせられることになる。作中ではジャイアンがガムを野良犬にあげた（テレビアニメ第2期第2作「2014年12月30日放送分」ではカラスに取られた）事で、のび太は生ゴミを味わう羽目になった。

## おせじ口べにと悪口べに
おせじ口べにと悪口べに（おせじくちべにわるくちべに）は、「おせじ口べに」（てんとう虫コミックス第1巻に収録）に登場する。
両端から中身が出る口紅。「おせじ口べに」を口に塗ると気の利いたお世辞を言って人を喜ばせることができるが、間違えて逆さまにして「悪口べに」を塗ってしまうととてつもない罵詈雑言を喋ってしまう。
ドラえもんによれば、本来「悪口べに」はケンカをする時に塗るものらしい。悪口べに同様の道具に「入れじた」がある。
なお、学習シリーズ『ドラえもんのかん字じてんステップ1』での表記は「おせじ口べにわる口べに」。
テレビアニメ第2作第2期「おせじ口べに」（2014年12月12日放送）では、おせじ口べにがピンク色で、悪口べにが紫色となっている。また、この放送ではひみつ道具名が「おせじ口べに」となっており、悪口べにの名称も「悪口口べに」となっている。

## おそだアメ
おそだアメは、「おそだアメ」（てんとう虫コミックス第10巻に収録）に登場する。
浅田飴のような容器に入った飴玉。このキャンデーを舐めた人間が何かをしゃべると、しゃべったその場所で1粒につき10分遅れて聞こえるようになる。
作中ではジャイアンがこの飴を全て食べて歌っていたが、本人は声が出ていないという事に気付かなかった。ドラえもん達はジャイアンリサイタルを乗り切る為にジャイアンに食べさせたが、結果として真夜中の午前2時頃にジャイアンの歌が響き渡る事になってしまった。
テレビアニメ第2作第2期ではビン入りの飴玉として登場、ドラえもんがパッケージに起用されている浅田飴「トラベロップQQ」「子供せきどめドロップ」のCM（2016年制作）ではドラえもんがこの道具を取り出すシーンがある。

## お助けだんご
お助けだんご（おたすけだんご）は、「お助けだんご」（てんとう虫コミックススペシャル『ドラえもんカラー作品集』第3巻に収録）に登場する。
白、緑、黄、赤の4色の団子が串に刺さった串団子（アニメでは4つとも白である）。誰かに追いかけられたときに団子を1つずつ放り投げると、それぞれ違った働きにより追っ手から逃れられる。効果は下記の通り。
白
道が何メートルもの山のように隆起し、追っ手を阻む（のび太がしずかに実験として使用）。
緑
道が粘液のようになって追っ手を絡めとり、身動きを封じる（のび太がママから逃れるために使用）。
黄
道に大穴があいて追っ手を落とす（のび太が野良犬とスネ夫に使用）。
赤
道が液体のように変化し、追っ手を沈めてしまう（のび太が誤って自分に使用）。

## 落ちないつな
落ちないつな（おちないつな）は、「落ちないつな」（藤子・F・不二雄大全集第5巻に収録）に登場する。
この綱を木と木の間などに渡して綱渡りすると、絶対に落ちず、運動神経の鈍いのび太ですら渡ることができる。綱に風船を繋いで宙に浮かべ、その垂直な綱を渡ることもできる。

## お天気ボックス
お天気ボックス（おてんきボックス）は、「お天気ボックス」（てんとう虫コミックス第10巻に収録）、「昔はよかった」（てんとう虫コミックス第30巻に収録）、「恐怖のディナーショー」（てんとう虫コミックス第41巻に収録）、「三月の雪」（てんとう虫コミックス『ドラえもんプラス』第5巻に収録）に登場する。
天気を自由に操作することができる機械。地域を選択した後、「晴れ（笑顔を浮かべる太陽の図）」「雨（雨雲の図）」など、天気をあらわす絵の描かれたカードを挿入すると、そのとおりの天気に変えることができる。ただし使用できるのは付属のカードのみ。自分で絵を描いて作ったカードを入れると、元のイラストへの再現度に関わらずその絵に描いたものが降ってくるだけの状態になり、天気を変えることはできない。また、作中では故障している場合が多く、正しく機能している場面が描かれたのは、「昔はよかった」と「恐怖のディナーショー」のみである。
テレビアニメ第1作「お天気ボックスの巻」では、ドラえもんが「小学校の理科の実験で使った」という設定で登場している。
テレビアニメ第2作2期では、濡れているカードを使用すると正しく作動せず、破れたカードを使用すると中途半端な天気になるという設定になっている。

## 音消しマイク
音消しマイク（おとけしマイク）は、「ドラえもんの歌」（藤子・F・不二雄大全集第1巻に収録）に登場する。
このマイクを通すと、どんな音声も聞こえなくなる。
名称の初出はテレビアニメ第2作第2期「ドラえもんの歌」（藤子・F・不二雄大全集第1巻収録「ドラえもんの歌」のアニメ化作品。2006年9月8日放送）より。道具名の表記はテレビアニメ第2作第2期の公式サイトに掲載の「ひみつ道具カタログ」にて確認。原作では「音の消えるマイク」と呼ばれるのみで名称は登場しない。
似た器具は現代でも実用化されており、消音スピーカーと呼ばれる。

## オトコンナ
オトコンナは、「オトコンナを飲めば?」（てんとう虫コミックス第8巻に収録）に登場する。
サブタイトルには「飲めば」とあるが、形状はスプレー式の薬剤である。噴霧すると、その影響下にあった人物は、男性の場合は女性的、女性の場合は男性的になるなど男女で性格および性質が逆転する。つまりいわゆるジェンダーを入れ替える道具であるといえる。しかし女性的になったジャイアンやスネ夫達の口調は女言葉というよりもオネエ言葉に近くなっていた。
作中でこの道具を使ったのは、のび太があやとりが趣味でも「男らしくない」「女みたい」などと言われない世界を作ろうとした為だが、ジェンダーそのものを入れ替えた所為で結局のび太は男女のどちらの輪にも入れず、パパやママまでおかしくなっていた為、すぐに元に戻した。テレビアニメ第2作第1期では入れ替わり方がより極端に描かれ、女性は異様に荒々しく言葉遣いも粗暴に、男性はやけになよなよした態度ばかり取るようになっており、のび太も最後は「気持ち悪いから早くなんとかして」とドラえもんに泣き付いたほどだった。
なおテレビアニメ第2作第2期ではドラミ所有のオトコンナも登場した。また、もう一度吹きかけると元に戻る。
オトコンナ 飲み薬タイプ
『ドラえもんの算数おもしろ攻略 改定新版 分数・小数がわかる』に登場する道具。
オトコンナ中和ドロップ
テレビアニメ第2作第1期「オトコンナ」（てんとう虫コミックス第8巻収録「オトコンナを飲めば?」のアニメ化作品。1993年1月29日放送、ビデオソフト未収録）に登場する道具。この効果をあらかじめ効かないようにする効果のあるドロップ。ドラえもんとのび太はこれを使ってオトコンナの効果を中和していた（原作、では特に何もしていないのにドラえもんとのび太のみオトコンナの効果が現れなかった）。

## オトシ玉
オトシ玉（オトシだま）は、「オトシ玉」（藤子・F・不二雄大全集第10巻に収録）に登場する。
人からお年玉をもらうための道具。ボウリングのような球にアンテナとロープがついており、ロープを持った状態で玉を一旦床や地面に落とし、ロープで引っぱると、引っぱった者に対して人がお年玉をあげたくなる。正月の来客や親戚のみならず、玉の近くにいれば、見ず知らずの通行人すらお年玉をあげたくなってしまう。お年玉をくれないケチが相手の場合は玉が重くなる。

## お年玉ぶくろ
お年玉ぶくろ（おとしだまぶくろ）は、「出てくる出てくるお年玉」（てんとう虫コミックス20巻に収録）に登場する。
お年玉袋の形をした道具。「まつ」、「たけ」、「うめ」(松竹梅)の3種類があり、それぞれの特性に合わせてお金が出てくる。
まつ
なぐさめ型。叱られたり痛い目に遭うと、その痛みの大きさに応じてお金が出てくる。しかし、その条件はかなり厳しく、のび太が自分の頭をげんこつで思い切り殴って、やっと1円出てくる程度でしかない。ドラえもんが大きなハンマーでのび太の頭を力いっぱい殴ると39円出てきた。ドラえもんによると、今までにこの袋から出てきた最高金額は1284円だが、その記録を出した人は半年間入院したという。
たけ
節約型。何かの無駄を省いて物を節約すると、その分だけお金が出てくる。のび太は短い鉛筆をホチキスでつないで使えるようにして21円、一度使った鼻紙を乾かしてもう一度使えるようにして3円出した。だが、無駄遣いをするとせっかく出てきたお金も消えてしまう。実際、のび太は一度使った鼻紙を乾かしてもう一度使ったため、鼻が痛くなりお金が減った。
うめ
ごほうび型。人に親切をして「ありがとう」と言われると10円出る。しかし、叱られるとそのお金は消えてしまう。また、「ありがとう」以外の言葉（例：「どうも」など）でお礼を言われてもお金は出てこない。
「松竹梅」にちなんだ道具だが、作中に登場した順序は、「うめ」、「まつ」、「たけ」の順。わかりやすさを考慮したのか、テレビアニメ第2作第1期「おたのしみお年玉ぶくろ」（1995年1月6日放送）では話の流れに合わせて「まつ」がごほうび型、「たけ」がなぐさめ型、「うめ」が節約型となっている。また、ごほうび型の金額は100円、鉛筆の節約で210円、鼻紙の節約で10円に、なぐさめ型の最高金額は12840円になるなど袋から出る金額も増えている。また、なぐさめ型で叱られて出たお金は、「ありがとう」と言われると消えてしまうという設定が追加された。

## お年玉ぼ金箱
お年玉ぼ金箱（おとしだまぼきんばこ）は、「おとしだまぼきん」（藤子・F・不二雄大全集第6巻に収録）、「ドラえもん大事典」（てんとう虫コミックス第11巻に収録）に登場する。
募金箱のように首から吊り下げて使う。この箱を見ると、誰でもお年玉をあげたくなってしまう。スイッチがあり、その効果のON・OFFができる。箱の横のダイヤルを回すと、お金をあげたくなる電波を強める事が出来るが、上げすぎると周囲の者が全財産をあげたくなってしまう。
「おとしだまぼきん」では「おとしだまぼきん」、「ドラえもん大事典」では「お年玉ぼ金箱」と呼ばれている。

## 落としものカムバックスプレー
落としものカムバックスプレー（おとしものカムバックスプレー）は、「落としものカムバックスプレー」（てんとう虫コミックス第41巻に収録）に登場する。
このスプレーをかけた物は、落として失くしたり、捨てたりしても必ず持ち主の家まで空を飛んで戻ってくる。通常の物品だけでなく、ゴミとして捨てられた物でも同様の効果がある。

## 落とし物つりぼりとつりざお
落とし物つりぼりとつりざお（おとしものつりぼりとつりざお）は、「落とし物つりぼり」「連想式推理虫メガネ」（それぞれてんとう虫コミックス第32巻に収録）に登場する。
見た目は「おざしきつり堀」に酷似している。落とした物と落としたと思われる場所、時間を付属の釣りざおに入力し釣り堀に入れると、それを探し出し、釣り上げてくれる。入力の内容が正確でなくても作動してくれる。のび太が「1年前に町のどこかで落とした十円玉」を釣ろうとしたときは町中に落ちていた十円玉をまとめて釣り上げてきた。忘れ物や人に取られた物を取り返したりもできる。
目的の物が世界のどこにも存在しない（タイムマシンで別の時間へ持ち去られたなど）場合は、釣り針部分が釣堀から飛び出して「ピピピ」とアラームを鳴らす。

## 大人をしかる腕章
大人をしかる腕章（おとなをしかるわんしょう）は、「大人をしかる腕章」（てんとう虫コミックス第33巻に収録）に登場する。
この腕章をつけると、子供でも大人を叱りつけることができ、叱られた大人は相手が子供でも、自分が悪かったと謝ってしまう。タバコのポイ捨てなど不正をした大人を叱るのはもちろんできるが、悪さをした子供を親が説教する際にも逆に親を叱ったり、大人に命令するなど、少々道理に合わないこともできる。「大人を」というだけあって、当然子供相手には何の効果もない（大人と子供の具体的な線引きがどこかは不明。少なくとも、のび太が自分より生年月日の早いジャイアンを叱って効果がないため「使用者より早く生まれた相手なら大人」ではない模様）。

## おとりケース
おとりケースは、「おとりケース」（てんとう虫コミックススペシャル『ドラえもんカラー作品集』第4巻に収録）に登場する。
生物を集める道具。このケースの中に生物を入れておくと、それが囮となり、同じ種類の生物が集まってくる。
本来は生物にしか使用できない道具だが、のび太がものは試しにと一万円札をケースに入れたところ、聖徳太子（作品発表当時の一万円札の図案、アニメでは福沢諭吉）に似た顔の人が大勢集まってきた。つまり、囮が実際の生物でなく絵や写真でも効果がある。

## おとりロボット
おとりロボットは、『ドラえもん のび太の創世日記』に登場する。
お祭りのように、はっぴ姿をした小型ロボット。猛獣に襲われたときなど、このロボットが囮となって「ワッショイ!」と大騒ぎしながら相手の注意をひきつけ、別の場所へと連れ去ってしまう。
おとりロボットデラックス
『ドラえもん のび太と奇跡の島 〜アニマル アドベンチャー〜』に登場する。ロボットが三体登場しているが、名前の違いは上記のおとりロボットとの性能の違いによるものなのかドラえもんが三体用意したからなのかは不明。

## おならロケット
おならロケットは、「ションボリ、ドラえもん」（てんとう虫コミックス第24巻に収録）に名前のみ登場する。
名前のみ登場した。作中では、ドラえもんが学校の体育のマラソンで一人だけバテて遅れていたのび太に使おうとしていた。話の流れと道具の名称からして、おならの力で速く走るための道具の可能性がある。

## 鬼は外ビーンズ
鬼は外ビーンズ（おにはそとビーンズ）は、「鬼は外ビーンズ」（藤子・F・不二雄大全集第15巻に収録）、『ドラえもん のび太の新魔界大冒険 〜7人の魔法使い〜』に登場する。
この豆を人に投げつけると、テレポーテーションによってその人を家の内から外へと瞬時に追い出すことができる（外に出た時に下履きを履いていたりいなかったりの効果は曖昧）。アニメ第2作第2期（2012年2月3日放送版）では、豆を食べると食べた本人が外に出る効果があった。物に対して投げても同様の効果がある。
本来は人を家から追い出すためのもの。家の外で使うと、人を服の中から外へ追い出して全裸にする（アニメ第2作第2期（2012年放送版）では、「ふくはうち」と唱えて投げつけると、相手の服だけ近くの家の中に転送される効果になっている）。

## おねしょじゃ口
おねしょじゃ口（おねしょじゃぐち）は、「ゆめふうりん」（てんとう虫コミックス第2巻に収録）に登場する。
蛇口の形をした道具。これを取り付けられた者は意に反しておねしょをしてしまうという。テレビアニメ第2作第2期「ガキ大将に1票を！」（2011年2月25日放送）ではこれを股間に取りつけ、蛇口からとめどなく水が出る様子がかかれた。